# Sandvik, Nynäshamns kommun
Sandvik är en småort i Sorunda socken i Nynäshamns kommun i Stockholms län. Sandvik ligger i den västra delen av kommunen, rakt västerut från Nynäshamn.